# Todo Mundo no Rio
Todo Mundo no Rio é uma série de megashows gratuitos de música internacional promovido pela Prefeitura do Rio de Janeiro e produzido pela Bonus Track. O projeto tem como objetivo transformar a Praia de Copacabana em um palco de grandes atrações musicais, além de consolidar o mês de maio como uma data de celebração cultural na cidade. Desde sua edição inaugural, o evento vem reunindo artistas de renome mundial e projeta a realização de shows anuais até 2028.

## Histórico
O projeto ganhou notoriedade após o show de Madonna, realizado em maio de 2024 encerrando a The Celebration Tour, que atraiu um público de 1,6 milhão de pessoas – o maior de toda a carreira da cantora, segundo dados divulgados pela Riotur. Inspirado pelo sucesso desta apresentação, o prefeito do Rio de Janeiro, Eduardo Paes, manifestou seu desejo de institucionalizar a experiência com grandes shows gratuitos todos os anos, até o término de seu mandato, em 2028.
Na sequência, foi confirmada a apresentação da cantora americana Lady Gaga na segunda edição do evento, em 3 de maio de 2025. O show gratuito contou com presença de 2.1 milhões de pessoas, o maior público do evento e o maior da carreira da artista. O show de Lady Gaga seguiu os moldes do evento realizado por Madonna, com a presença de área VIP dos patrocinadores, 16 telões na faixa de areia da praia, e esquema logístico de segurança especial.

## Funcionamento

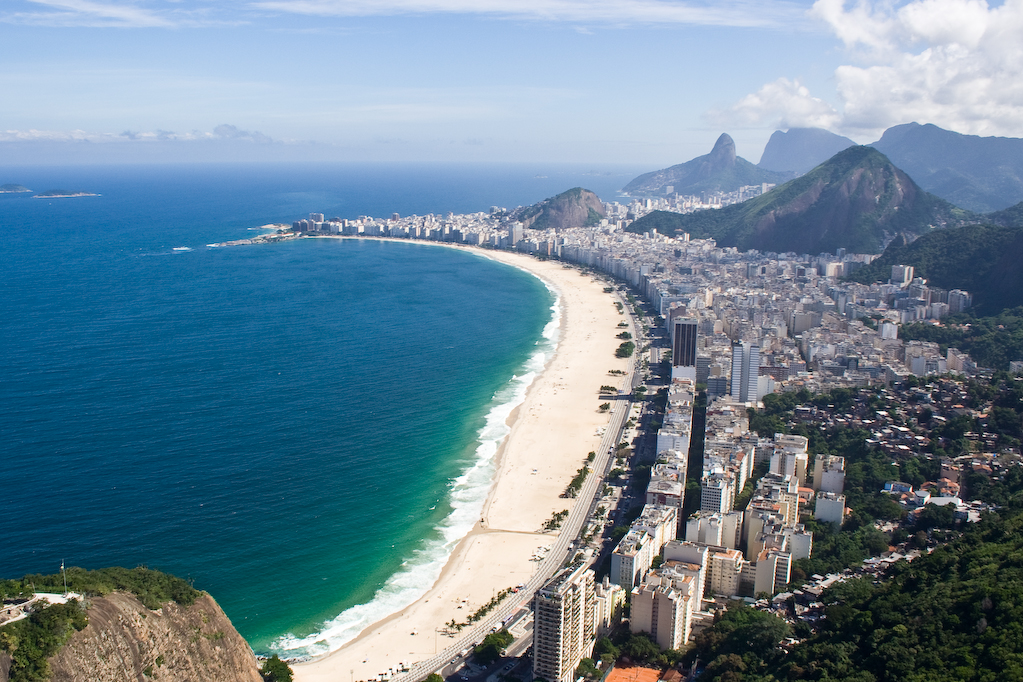
Vista aérea da Praia de Copacabana.

O evento é gratuito e financiado pela Prefeitura do Rio e por patrocinadores. O formato do megashow visa oferecer uma experiência cultural de alta qualidade para a população, reunindo grandes nomes da música internacional em um ambiente de integração e celebração. O projeto também tem como meta transformar o primeiro sábado de maio em uma data icônica — idealizada, inclusive, com a denominação "Celebration May".

## Transmissão e cobertura
Para ampliar o acesso ao evento, os shows são transmitidos ao vivo. A transmissão do espetáculo de Madonna e Lady Gaga, por exemplo, foram exibidas simultaneamente pela TV Globo, Multishow e Globoplay. Essa estratégia garante que, mesmo aqueles que não puderem comparecer pessoalmente à Praia de Copacabana, possam acompanhar a apresentação e fazer parte da celebração.

## Edições
A tabela abaixo apresenta o histórico dos megashows realizados:
| Data | Artista   | Público     | Arrecadação    | Atos de apoio                       | Convidados           | Ref.   |
| --- | --------- | ----------- | -------------- | ----------------------------------- | -------------------- | ------ |
| 4 de maio de 2024 | Madonna   | 1,6 milhão  | R$ 300 milhões | Diplo Barata                        | Anitta Pabllo Vittar | [ 21 ] |
| Repertório: The Celebration Tour in Rio Ato I 1. "It's a Celebration" (introdução de Bob the Drag Queen; contém elementos de "Lucky Star", "Material Girl", "Vogue", "Express Yourself" e "Bitch I'm Madonna") 2. "Nothing Really Matters" 3. "Everybody" (contém elementos de "Where's The Party") 4. "Into the Groove" (contém elementos de "Into the Hollywood Groove") 5. "Burning Up" 6. "Open Your Heart" 7. "Holiday" (contém elementos de "I Want Your Love") 8. "In This Life" (intervalo) 9. "Live to Tell" (contém elementos de "In This Life") 10. "Like a Prayer" (contém elementos de "Act of Contriton", " Girl Gone Wild", "Unholy" e "When Doves Cry") Ato II 1. "Blond Ambition" (interlúdio; contém elementos de "Living for Love, "Fever", "Erotica" e "Justify My Love") 2. "Erotica" (contém elementos de "Final Demo 2" e "Papa Don't Preach") 3. "Justify My Love" (contém elementos de "Fever") 4. "Fever" 5. "Hung Up" (contém elementos de "Hung Up on Tokischa" e "Gangsta") 6. "Bad Girl" 7. "Ballroom" (interlúdio; contém elementos de "Up Down Suite", "Break My Soul (The Queens remix)" e "Vogue") 8. "Vogue" 9. "Human Nature" 10. "Crazy for You" Ato III 1. "Justify My Love" 2. "Die Another Day" 3. "Don't Tell Me" 4. "This Little Light of Mine" 5. "I Will Survive" 6. "La Isla Bonita" 7. "Express Yourself" 8. "Music" 9. "I Don't Search I Find" (intervalo) Ato IV 1. "Bedtime Story" 2. "Ray of Light" (Sasha Ultra Violet mix) 3. "Rain" 4. "Like a Virgin" (interlúdio; contém elementos de "Billie Jean", "The Way You Make Me Feel", "Angel" e "She's Not Me") Ato V 1. "Bitch I'm Madonna" (contém elementos de "Give Me All Your Luvin'") 2. "Celebration" / "Music" |           |             |                |                                     |                      |        |
| 3 de maio de 2025 | Lady Gaga | 2,1 milhões | R$ 600 milhões | Cat Dealers Pabllo Vittar Duda Beat | —                    | [ 22 ] |
| Repertório: Mayhem on the Beach Ato I - Of Velvet and Vice 1. "Bloody Mary" 2. "Abracadabra" 3. "Judas" 4. "Scheiße" 5. "Garden of Eden" 6. "Poker Face" Ato II - And She Fell Into a Gothic Dream 1. "Perfect Celebrity" 2. "Disease" 3. "Paparazzi" 4. "Alejandro" 5. "The Beast" Ato III - The Beautiful Nightmare That Knows Her Name 1. "Killah" 2. "Zombieboy" 3. "Die with a Smile" 4. "How Bad Do U Want Me" Ato IV - To Wake Her Is to Lose Her 1. "Shadow of a Man" (com "Kill For Love" no final) 2. "Born This Way" 3. "Blade of Grass" 4. "Shallow" 5. "Vanish Into You" Finale - Eternal Aria of the Monster Heart 1. "Bad Romance" |           |             |                |                                     |                      |        |

## Impacto e perspectivas

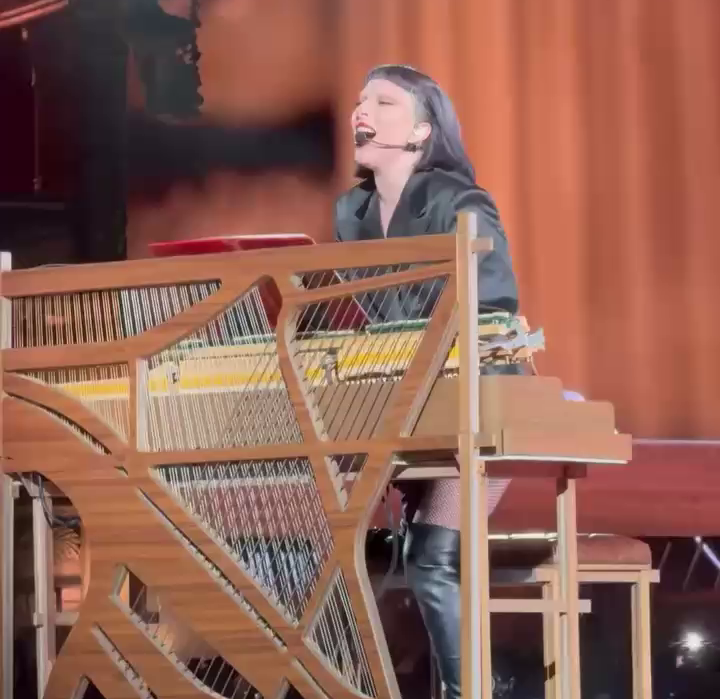
Lady Gaga performando a música Vanish Into You durante o evento

O sucesso do show de Madonna, que gerou um impacto econômico de aproximadamente R$300 milhões, serviu de argumento para a continuidade do projeto. Em entrevista ao podcast PodK Liberados, o prefeito Eduardo Paes afirmou:
"Vai gastar dinheiro público com a Lady Gaga? Vou. Com a Madonna gastei também. Sabe por quê? Porque enche todos os hotéis, enche todos os restaurantes."
Esses resultados positivos reforçam a expectativa de que os megashows não só promovam a cultura, mas também impulsionem a economia local, beneficiando setores como hotelaria e gastronomia.
A expectativa é de que os resultados positivos do projeto incentivem a continuidade e o fortalecimento dessa série de eventos, atraindo parcerias e patrocinadores para futuras edições. Além disso, o projeto "Todo Mundo no Rio" reforça a imagem do Rio de Janeiro como uma cidade global, capaz de sediar eventos culturais de grande porte com apelo internacional.